# Druhá bitva na Marně
Druhá bitva na Marně (francouzsky Seconde bataille de la Marne), která se odehrála 15. července–6. srpna roku 1918 nedaleko Paříže, byla poslední velkou bitvou na západní frontě v první světové válce. Síly v ní změřily armády Francie, Spojených států, Spojeného království a Itálie s německou armádou. Přes počáteční německý postup přešli Spojenci postupně do protiútoku a Němci byli poraženi.

## Situace před bitvou
V polovině roku 1918 již vládlo na frontách velké vyčerpání. Trojdohoda však na tom byla o poznání lépe, protože řady vojsk doplňovaly čerstvé americké jednotky. Německý generál Erich Ludendorff však stále doufal v konečné vítězství, a tak naplánoval další ofenzívu. Po uzavření Brestlitevského míru posílil své jednotky přisunutím vojsk z východu.

## Průběh bitvy
15. července zahájil Ludendorff svou ofenzívu, ta však vyšla do prázdna. Francouzi byli totiž včas informováni a ještě před zahájením dělostřelecké přípravy se ze svých pozic stáhli. 17. července přikázal Ludendorff ofenzívu zastavit. Prudký spojenecký protiútok s nasazením tanků do boku předsunutých pozic donutil Němce k ústupu. Dne 8. srpna zaútočili nečekaně Britové u Amiensu. Obrana se zhroutila a bylo zajato na 60 tisíc Němců. Ludendorff prohlásil, že se jedná o černý den německé armády.

## Důsledky
Od tohoto dne začala německá vojska prakticky neustále ustupovat. 14. srpna dal německý císař Vilém II. pokyn k zahájení mírových jednání. 26. září zahájily spojenecké armády všeobecnou ofenzívu útokem mezi Verdunem a Remeší. 28. září začal německý ústup z Flander. Erich Ludendorff věděl, že po vojenské stránce je Německo ztraceno a žádal, aby příměří bylo uzavřeno za každou cenu. V noci ze 4. na 5. října se německé vrchní velení obrátilo na spojence s žádostí o mír. 11. listopadu 1918 Německo uzavřelo příměří.